# Vlásenice (Pelhřimov)
Vlásenice (německy Wlasenitz) je vesnice, část okresního města Pelhřimov. Nachází se asi 4 km na západ od Pelhřimova. V roce 2009 zde bylo evidováno 70 adres. V roce 2021 zde trvale žilo 104 obyvatel. Osadou protéká říčka Hejlovka, do které se severně od vsi vlévá Cerekvický potok.
Vlásenice leží v katastrálním území Vlásenice u Pelhřimova o rozloze 4,16 km².

## Osobnosti
- Mikuláš z Vlásenice (1421–1495) – náboženský vizionář
- Mikuláš Doležal (1889–1941) – československý voják, legionář a člen ústředního velení Obrany národa